# Balvi
Balvi (németül: Bolwen, oroszul: Боловск) város Lettország keleti részén. A város a második világháborúban szinte teljesen megsemmisült.

## Fekvése
A város Latgalében, Alūksnétől 44 kilométerre délre terül el. A város neve a Bolupīte pataknak, illetve tónak a nevéből származik.

## Története
Az első írásos feljegyzés Balviról 1224-ből származik, mint a Rigai érsekség birtokáról. A terület 1562-től 1772-ig lengyel fennhatóság alá tartozott. 1772-ben Latgale elfoglalása után II. Katalin orosz cárnő a Jelagin családnak adományozta. 1806-ban a Horozhinsky család, 1876-ban pedig a Transehe-Roseneck balti német család birtokába került.
1916-ban itt hozták létre a Rigai Lett Társaságot és 1917-ben az első lett kereskedelmi iskolát. 1919. július 5-én itt alapították a lett partizánmozgalmat.
Lettország függetlenné válását követően 1925-ben  a lett közigazgatási rendszer kialakítása során létrehozott Jaunlatgale (Újlatgalia) járás központja lett. Érdekesség, hogy a falucska utcái 1926-ban kaptak először utcaneveket. 1928-ban a település városi jogokat kapott.
1940. július 17-én foglalta el a Vörös Hadsereg a várost, 1941. július 2-án pedig a németek szállták meg. A város zsidó lakosait rögtön elhurcolták. 1945-ben a Szovjetunió, majd 1991-től Lettország része lett.

## Lakossága
Balvi lakosságának 68,75%-a lett, 25%-a orosz, 1%-a belarusz, 4%-a pedig egyéb nemzetiségű.

## Balvi testvérvárosai
- Gnosjö, Svédország
- Lieksa, Finnország
- Viborg, Dánia
- Taoyuan, Tajvan